# Hypometalla scintillans
Hypometalla scintillans là một loài bướm đêm trong họ Geometridae.